# Okrągłe (Wydminy)
Okrągłe  [ɔˈkrɔnɡwɛ] (deutsch Okrongeln, 1938 bis 1945 Schwansee (Ostpr.)) ist ein Dorf in der polnischen Woiwodschaft Ermland-Masuren, das zur Landgemeinde Wydminy (Widminnen) im Powiat Giżycki (Kreis Lötzen) gehört.

## Geographische Lage
Okrągłe liegt am Westufer des Okrongelner Sees (1938 bis 1945 Schwansee, polnisch Jezioro Okrągłe) in der östlichen Mitte der Woiwodschaft Ermland-Masuren. Bis zur Kreisstadt Giżycko (Lötzen) sind es 23 Kilometer in nordwestlicher Richtung.

## Geschichte
Das kleine bis 1938 Okrongeln genannte Dorf wurde 1495 gegründet und bestand aus mehreren großen und kleinen Höfen. 
Von 1874 bis 1945 war der Ort in den Amtsbezirk Groß Konopken (polnisch Konopki Wielkie) eingegliedert, der – 1938 umbenannt in „Amtsbezirk Hanffen“ – zum Kreis Lötzen im Regierungsbezirk Gumbinnen (1905 bis 1945: Regierungsbezirk Allenstein) in der preußischen Provinz Ostpreußen gehörte. Im gleichen Zeitraum war Okrongeln auch in das Standesamt Groß Konopken einbezogen.
96 Einwohner waren im Jahr 1910 in Okrongeln registriert. Ihre Zahl stieg bis 1933 auf 129 und belief sich 1939 – der Ort hieß seit 1938 „Schwansee (Ostpr.)“ – auf 99.
Aufgrund der Bestimmungen des Versailler Vertrags stimmte die Bevölkerung im Abstimmungsgebiet Allenstein, zu dem Okrongeln gehörte, am 11. Juli 1920 über die weitere staatliche Zugehörigkeit zu Ostpreußen (und damit zu Deutschland) oder den Anschluss an Polen ab. In Okrongeln stimmten 80 Einwohner für den Verbleib bei Ostpreußen, auf Polen entfiel keine Stimme.
Im Jahre 1945 kam das Dorf in Kriegsfolge mit dem gesamten südlichen Ostpreußen zu Polen und trägt seither die polnische Ortsbezeichnung „Okrągłe“. Heute ist es Sitz eines Schulzenamtes (polnisch sołectwo) und somit ein Ortsteil der Landgemeinde Wydminy (Widminnen) im Powiat Giżycki (Kreis Lötzen), vor 1998 der Woiwodschaft Suwałki, seither der Woiwodschaft Ermland-Masuren zugehörig.

## Religionen
Bis 1945 war Okrongeln resp. Schwansee in die evangelische Kirche Milken (polnisch Miłki) in der Kirchenprovinz Ostpreußen der Kirche der Altpreußischen Union und in die katholische Kirche St. Bruno Lötzen im Bistum Ermland eingepfarrt.
Heute gehört Okrągłe zur evangelischen Kirchengemeinde Wydminy, einer Filialgemeinde der Pfarrei Giżycko in der Diözese Masuren der Evangelisch-Augsburgischen Kirche in Polen bzw. zur katholischen Kirche in Talki, einer Filialkirche der Pfarrei Zelki (Neuhoff) im Bistum Ełk (Lyck) der Römisch-katholischen Kirche in Polen.

## Verkehr
Okrągłe liegt ein wenig abseits vom Verkehrsgeschehen an einer Nebenstraße, die Talki (Talken) und Skomack Mały (Klein Skomatzko, 1938 bis 1945 Skomand) mit dem bereits in der Gmina Orzysz gelegenen Dorf Odoje (Odoyen, 1938 bis 1945 Nickelsberg) verbindet.
Bis 2009/10 war Odoje die nächstgelegene Bahnstation an der Bahnstrecke Czerwonka–Ełk (Rothfließ–Lyck), die heute nicht mehr in Betrieb ist.